# Draft de la NBA de 1953
El Draft de la NBA de 1953 fue el séptimo draft de la National Basketball Association (NBA). El draft se celebró el 24 de abril de 1953 antes del comienzo de la temporada 1953-54. 
En este draft, nueve equipos de la NBA seleccionaron a jugadores amateurs del baloncesto universitario. En cada ronda, los equipos seleccionaron en orden inverso al registro de victiorias-derrotas en la temporada anterior. El draft consistió de doce rondas y 122 jugadores fueron seleccionados.

## Selecciones y notas del draft
Ray Felix, de la Universidad de Long Island, fue seleccionado en la primera posición por Baltimore Bullets y ganó el Rookie del Año de la NBA en su primera temporada. Ernie Beck y Walter Dukes fueron seleccionados antes del draft como elecciones territoriales de  Philadelphia Warriors y New York Knicks respectivamente. Tres jugadores de este draft, Bob Houbregs, Frank Ramsey y Cliff Hagan, fueron incluidos posteriormente en el Basketball Hall of Fame.

## Leyenda
|  | Denota jugador miembro del Basketball Hall of Fame                                                 |
|  | Denota jugador que ha sido seleccionado al menos en un All-Star Game y un Mejor Quinteto de la NBA |
|  | Denota jugador que ha sido seleccionado al menos en un All-Star Game                               |
|  | Denota jugador que nunca ha jugado en la NBA                                                       |

## Draft
| Ronda | Pick | Jugador        | Posición | Nacionalidad   | Equipo                              | Universidad         |
| ----- | ---- | -------------- | -------- | -------------- | ----------------------------------- | ------------------- |
| T     | –    | Ernie Beck     | G/F      | Estados Unidos | Philadelphia Warriors               | Pennsylvania        |
| T     | –    | Walter Dukes   | C        | Estados Unidos | New York Knicks                     | Seton Hall          |
| T     | -    | Larry Hennessy | G        | Estados Unidos | Philadelphia Warriors               | Villanova           |
| 1     | 1    | Ray Felix      | C        | Estados Unidos | Baltimore Bullets                   | Long Island         |
| 1     | 2    | Bob Houbregs   | F/C      | Canadá         | Milwaukee Hawks                     | Washington          |
| 1     | 3    | Jack Molinas   | F        | Estados Unidos | Fort Wayne Pistons                  | Columbia            |
| 1     | 4    | Richie Regan   | G        | Estados Unidos | Rochester Royals                    | Seton Hall          |
| 1     | 5    | Frank Ramsey   | G/F      | Estados Unidos | Boston Celtics                      | Kentucky            |
| 1     | 6    | Jim Neal       | C        | Estados Unidos | Syracuse Nationals                  | Wofford             |
| 1     | 7    | Jim Fritsche   | F/C      | Estados Unidos | Minneapolis Lakers                  | Hamline             |
| 2     | 8    | Don Ackerman   | G        | Estados Unidos | New York Knicks (desde Baltimore)   | Long Island         |
| 2     | 9    | Bobby Speight  | F/C      | Estados Unidos | Baltimore Bullets (desde Milwaukee) | NC State            |
| 2     | 10   | George Glasgow | G        | Estados Unidos | Fort Wayne Pistons                  | Fairleigh Dickinson |
| 2     | 11   | Norm Swanson   | F        | Estados Unidos | Rochester Royals                    | Detroit             |
| 2     | 12   | Chet Noe       | F/C      | Estados Unidos | Boston Celtics                      | Oregon              |
| 2     | 13   | Dick Knostman  | C        | Estados Unidos | Syracuse Nationals                  | Kansas State        |
| 2     | 14   | Neil Gordon    | F        | Estados Unidos | New York Knicks                     | Furman              |
| 2     | 15   | Ron Feiereisel | G        | Estados Unidos | Minneapolis Lakers                  | DePaul              |

## Otras elecciones
La siguiente lista incluye otras elecciones de draft que han aparecido en al menos un partido de la NBA.
| Ronda | Pick | Jugador          | Posición | Nacionalidad   | Equipo                | Universidad       |
| ----- | ---- | ---------------- | -------- | -------------- | --------------------- | ----------------- |
| 3     | –    | Norm Grekin      | F        | Estados Unidos | Philadelphia Warriors | La Salle          |
| 3     | –    | Cliff Hagan      | G/F      | Estados Unidos | Boston Celtics        | Kentucky          |
| 5     | –    | Joe Holup        | F        | Estados Unidos | Boston Celtics        | George Washington |
| 5     | –    | Bob Santini      | F        | Estados Unidos | New York Knicks       | Iona              |
| 7     | –    | Lou Tsioropoulos | F        | Estados Unidos | Boston Celtics        | Kentucky          |
| –     | –    | Richard Atha     | G        | Estados Unidos | New York Knicks       | Indiana State     |
| –     | –    | Irv Bemoras      | G/F      | Estados Unidos | Milwaukee Hawks       | Illinois          |
| –     | –    | Bill Bolger      | F        | Estados Unidos | Milwaukee Hawks       | Georgetown        |
| –     | –    | Gene Dyker       | F        | Estados Unidos | Milwaukee Hawks       | DePaul            |
| –     | –    | Jack George      | G        | Estados Unidos | Philadelphia Warriors | La Salle          |
| –     | –    | Ken Sears        | F        | Estados Unidos | New York Knicks       | Santa Clara       |
| –     | –    | Billy Kenville   | G/F      | Estados Unidos | Syracuse Nationals    | St. Bonaventure   |
| –     | –    | Paul Nolen       | C        | Estados Unidos | Baltimore Bullets     | Texas Tech        |
| –     | –    | Bob Peterson     | F        | Estados Unidos | Baltimore Bullets     | Oregon            |
| –     | –    | Connie Rea       | G/F      | Estados Unidos | Baltimore Bullets     | Centenary         |
| –     | –    | Frank Reddout    | F        | Estados Unidos | Rochester Royals      | Syracuse          |
| –     | –    | Joe Smyth        | F        | Estados Unidos | New York Knicks       | Niagara           |